# نيمبز
نيمبز (بالإنجليزية: Nimbuzz)‏ هي شركة للمراسلة الفورية عبر الأنظمة الأساسية، ومزود خدمة نقل الصوت عبر بروتوكول الإنترنت وتجميعها للهواتف الذكية والأجهزة اللوحية والحواسيب الشخصية، مملوكة من قبل شركة إم إس إم جلوبال هولدينجز (بالإنجليزية: MSM Global Holdings Limited)‏، حيث تعود أصول تقنيتها إلى أوائل العقد الأول من القرن الحادي والعشرين. اعتبارًا من مارس 2013، كان لدى نيمبز 150 مليون مستخدم في 200 دولة. بحلول أبريل 2014، كان نيمبز ينمو بأكثر من 210،000 تسجيل جديد يوميًا. في أكتوبر 2014، مع أكثر من 200 مليون مستخدم، استحوذت نيو كال (بالإنجليزية: New Call)‏ على 70٪ من نيمبز، مقدرة التطبيق بـ 250 مليون دولار. تحت قيادة الرئيس التنفيذي فيكاس ساكسينا اعتبارًا من مارس 2015، أصبحت مجموعة تطبيقات نيمبز تُتيح للمستخدمين الاستمتاع بالمكالمات المجانية والمراسلة الفورية وألعاب الشبكات الاجتماعية ومشاركة الملفات والشبكات الاجتماعية على أجهزتهم المحمولة. بالإضافة إلى ذلك، تُقدّم نيمبز أسعارًا مخفضة للمكالمات لمعظم دول العالم. تعالج المنصة أكثر من مليار دقيقة مكالمة وما يزيد عن 100 مليار رسالة شهريًا. تَوقّف موقع وخوادم نيمبز عن العمل في منتصف عام 2019، وظلّت غير متاحة حتى أغسطس 2020، كما تمّ إعادة إطلاق صفحتهم على فيسبوك.

## تاريخ الشركة وخلفيتها
باعتماد علامة نيمبز التجارية من عام 2004 فصاعدًا، دخلت الشركة سوق الصوت عبر الإنترنت (VoIP) السائد في يناير 2007. في مايو 2008، أطلقت الشركة الـالصوت عبر الإنترنت والمراسلة الفورية. في يناير 2009، تم اختيار الشركة كواحدة من 100 فائز بجوائز صناعة التكنولوجيا (Red Herring Global) لعام 2008.
تضمن مستثمرو المرحلة المبكرة على مدى ثلاث جولات بين ديسمبر 2005 ويوليو 2008، قبل الاستحواذ النهائي على الأغلبية من قبل نيو كال في أكتوبر 2014. قامت إم إس إم (MSM) بتوحيد نيمبز مع بعض وسائل التواصل الاجتماعي الأخرى، والعملة الرقمية، والمحفظة الرقمية، وتقنيات الـالصوت عبر الإنترنت، والمراسلة الفورية في مارس 2017.
يقع المقرُّ الرئيسي لشركة إم إس إم في دبي مع مراكز التطوير الرئيسية في جورجاون ونيودلهي، بالهند، بعد نقلها في مايو 2012 لتكون أقرب إلى ازدهار الإنترنت عبر الهاتف المحمول وتغلغل الهواتف الذكية المتزايد بسرعة في جميع أنحاء جنوب آسيا. يقيم خمس مستخدمي نيمبز في الهند، ويمثل التطبيق ربع سوق دردشة الهاتف الذكي في البلاد. لدى الشركة أكثر من 100 موظف في مراكز التطوير بالهند، وحوالي 30 آخرين في كاتماندو، نيبال. توجد مكاتب إضافية في روتردام (هولندا)، وفي سان فرانسيسكو (الولايات المتحدة)، وفي ساو باولو (البرازيل)، وفي قرطبة (الأرجنتين)، حيث يوجد فريق تطوير برمجيات آخر.

## الميزات والوظائف
تم توفير نيمبز لأنظمة تشغيل الهواتف المحمولة أندرويد وآي أو إس وبلاك بيري وسيمبيان وويندوز فون وجافا بلاتفورم ميكرو إديشين. كان أحد تطبيقات المراسلة الفورية القليلة المتاحة للهواتف التي تعتمد على جافا، ويمثل 25٪ من مستخدمي نيمبز. بالنسبة للأجهزة غير المدعومة محليًا، فهي تتوفر على واجهة بروتوكول التطبيقات اللاسلكية. بالنسبة لأجهزة كمبيوتر سطح المكتب، يتوفر العملاء لكل من مايكروسوفت ويندوز وماك أو إس. وهو متاح باللغات الإسبانية والفرنسية والألمانية والإيطالية والهولندية والبرتغالية والروسية والهندية والعربية.
يمكن لمستخدمي نيمبز إرسال رسائل فورية وصور تستند إلى إكس إم بي بي ومشاركة مواقعهم. الدردشة الجماعية مدعومة أيضًا. يتم دعم مكالمات بروتوكول الصوت عبر الإنترنت بين معظم عملاء نيمبز، وهناك خدمة الصوت عبر الإنترنت-إلى-شبكة الهاتف العامة (خط أرضي/خلوي) تحمل علامة (NimbuzzOut). يمكن إعداد نيمبز مع أي حساب SIP (VoIP) صالح.
دعم نيمبز التفاعل مع خدمات المراسلة الشائعة مثل تويتر وفيسبوك ماسنجر وجوجل توك. في فبراير 2012، أعلنت نيمبز عن وقف دعم كل من آي سي كيو و(AIM) وماي سبيس و(Hyves) بسبب النقص العام في استخدام خدمات الدردشة هذه.
لدى نيمبز بوابة داخل التطبيق تسمى (N-World)، مع تطبيقات وهدايا وألعاب وصور رمزية وسلع افتراضية أخرى للبيع. تمتلك البوابة عملتها الرقمية الخاصة بها المسماة (Nimbuckz).

## وصلات خارجية
- الموقع الرسمي